# Аріфуллін Олексій Саярович
Олексій Саярович Аріфуллін (рос. Алексей Саярович Арифуллин, 13 жовтня 1970, Москва —28 вересня 2017, Москва) — російський футболіст, що грав на позиції захисника.
Виступав, насамперед, за клуб «Локомотив» (Москва), брав участь в одній грі за національну збірну Росії.

## Клубна кар'єра
У дорослому футболі дебютував 1989 року виступами за команду клубу «Локомотив» (Москва), в якій провів десять сезонів, взявши участь у 253 матчах чемпіонату. Більшість часу, проведеного у складі московського «Локомотива», був основним гравцем захисту команди.
Згодом з 2000 по 2001 рік грав у складі команд клубів «Торпедо-ЗіЛ» та «Крила Рад» (Самара).
Завершив професійну ігрову кар'єру у клубі «Динамо» (Москва), за команду якого виступав протягом частини 2001 року.

## Виступи за збірну
1998 року вийшов на заміну наприкінці товариської гри національної збірної Росії проти національної збірної Туреччини. Після того участі в офіційних матчах збірної не брав.
| Дата       | Місто  | Господарі | Результат | Гості     | Турнір           | Голи | Примітки |
| ---------- | ------ | --------- | --------- | --------- | ---------------- | ---- | -------- |
| 22/04/1998 | Москва | Росія     | 1 – 0     | Туреччина | товариський матч | -    | 75'      |
| Усього     |        | Матчів    | 1         |           | Голів            | 0    |          |